# Protoribates mollicoma
Protoribates mollicoma är en kvalsterart som först beskrevs av Hammer 1973.  Protoribates mollicoma ingår i släktet Protoribates och familjen Protoribatidae. Inga underarter finns listade i Catalogue of Life.